# ارلک، سوئیس
شهر ارلک  در بخش ارلک در ایالت برن در کشور سوئیس واقع شده‌است که ۱٬۱۰۰ نفر  جمعیت دارد.

## نگارخانه

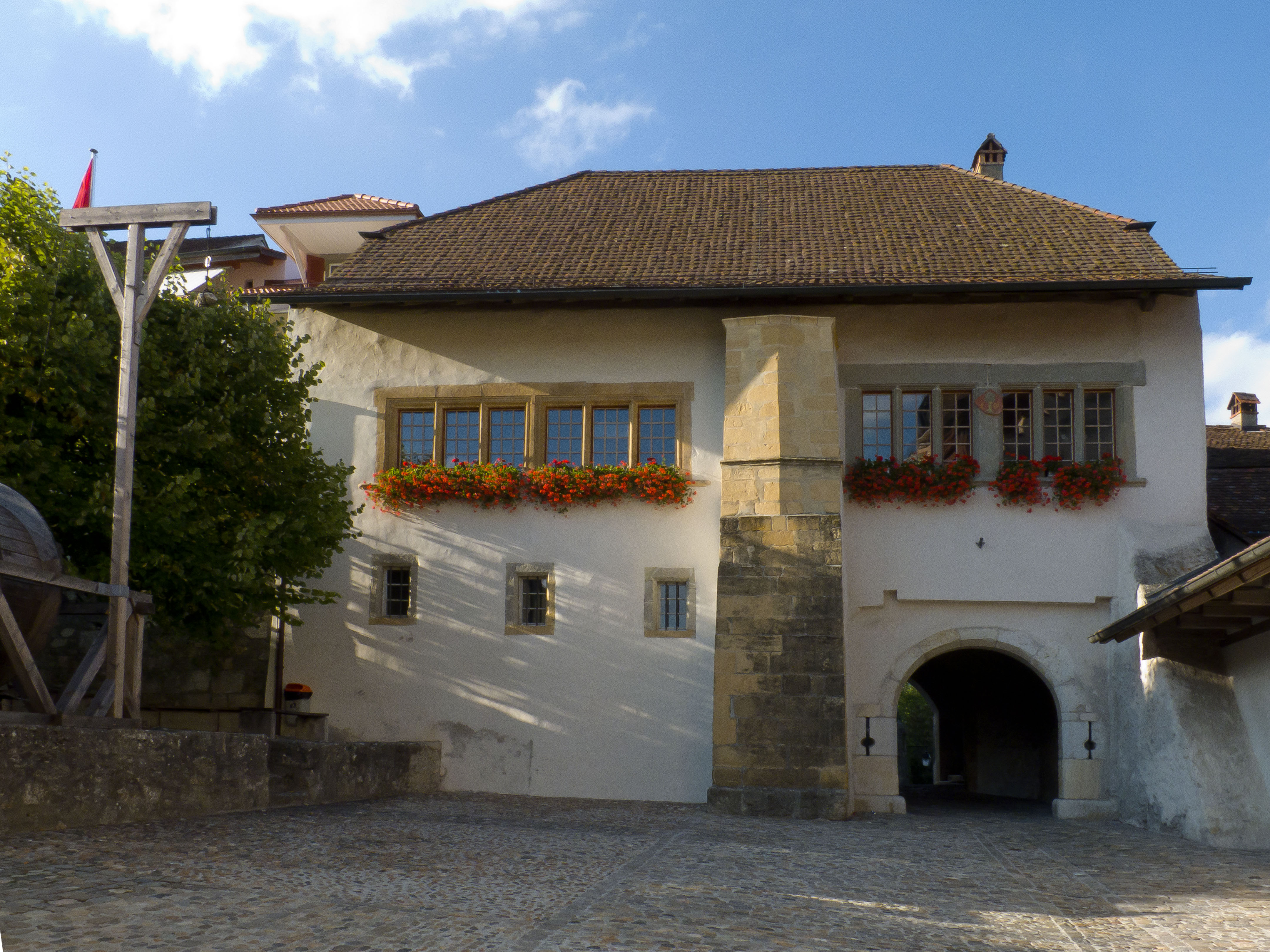
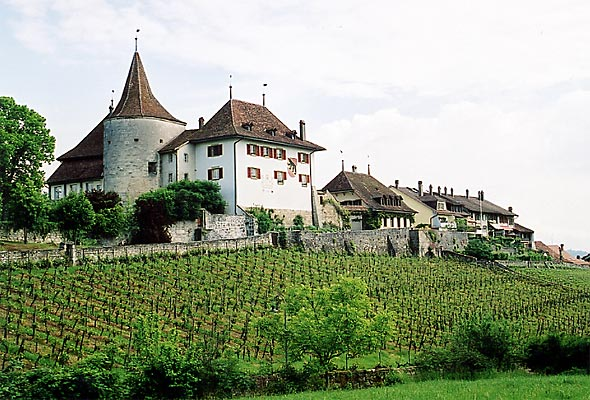